# Koni Djodjo
Koni Djodjo ist eine Stadt auf der Komoreninsel Anjouan im Indischen Ozean. Die Stadt befindet sich an einem Gebirgszug auf einer Höhe von ca. 700 m.

## Geografie
Koni Djodjo liegt im Zentrum der Insel. Ca. 11 km nordwestlich der Stadt befindet sich die Inselhauptstadt Mutsamudu, mit der Koni Djodjo über eine Straße verbunden ist. Die Fahrtstrecke beträgt allerdings über 30 km. Die nächstgrößere Stadt ist Domoni. Sie befindet sich ca. 6 km südöstlich der Stadt. Der Flughafen der Insel in Ouani liegt 12 km in nordwestlicher Richtung.

## Klima
Koni Djodjo liegt im Tropischen Regenwaldklima. Die Temperaturen sind das ganze Jahr über konstant und liegen zwischen 20 °C und 25 °C. Der Jahresniederschlag beträgt 1270 mm.